# Cosmopolitisme
Pour les articles homonymes, voir Répartition cosmopolite et Cosmopolitiques.

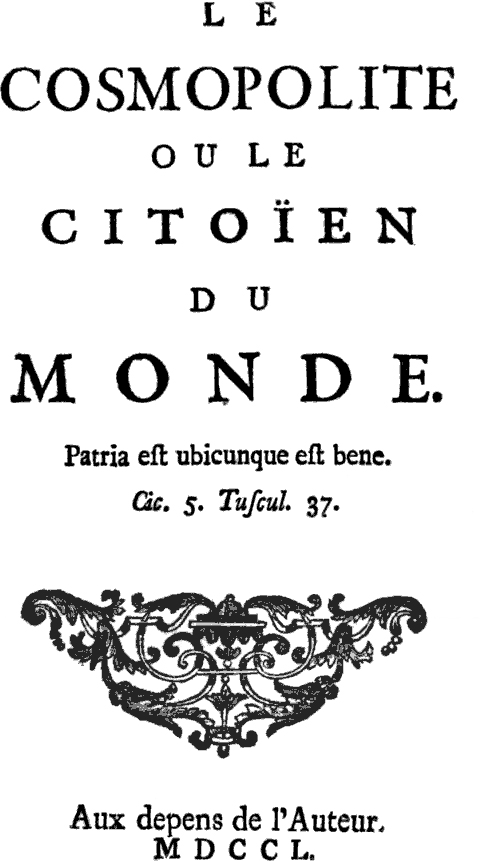
Un roman qui parle de cosmopolitisme.

Le cosmopolitisme est un concept créé par le philosophe cynique Diogène de Sinope, à partir des mots grecs cosmos, l'univers, et politês, citoyen. Il exprime la possibilité d'être natif d'un lieu et de toucher à l'universalité, sans renier sa particularité. Ce concept a été par la suite repris, approfondi et diffusé dans l'ensemble du monde antique par les philosophes stoïciens, c'est à travers leurs textes qu'il nous est parvenu.
Plus globalement, le cosmopolitisme est la conscience d'appartenir à l'ensemble de l'Humanité et non pas à sa seule patrie d'origine. Il consiste à se comporter comme un membre de la communauté mondiale et non comme le citoyen d'un État.
Le fondateur du stoïcisme, Zénon de Kition a été élève du cynique Cratès de Thèbes lui-même successeur de Diogène de Sinope. Ses successeurs à l'école du Portique abordent longuement la notion de cosmopolitisme. La redécouverte des textes stoïciens durant la Renaissance remettant en avant ce concept, cette période vit se développer les notions modernes de citoyen du monde et d'universalisme. C'est ainsi que les jésuites se voulaient cosmopolites durant le siècle des Lumières : ils s'habituaient autant que possible aux coutumes et aux usages des pays dans lesquels ils transitaient.
Depuis le XIXe siècle, le cosmopolitisme est aussi un projet politique, une idéologie héritée des Lumières selon laquelle le seul fondement d'une communauté politique peut être les principes universels, à savoir les droits de l'homme et la démocratie. Le cosmopolitisme contemporain a été théorisé par le philosophe allemand Ulrich Beck. Selon ce dernier, lorsque tout le monde verra ses droits garantis, quand tout le monde sera tolérant, quand la justice sociale sera installée, les hommes pourront vivre heureux ensemble sans qu'il y ait besoin d'éléments culturels et religieux pour les unir.

## Origines
L'idée est attribuée à Diogène de Sinope mais sera développée et répandue par les philosophes stoïciens. Le monde est visible comme une cité universelle, et le tout est un tout, auquel chaque individu participe. C'est la fraternité universelle ainsi engendrée qui fait naître entre tous un élément de doctrine et d'enseignement chez les stoïciens, qui considèrent que c'est la nature qui fait de l'humain un animal sociable, et propices à une sympathie quasi instinctive. L'empereur Marc Aurèle, philosophe stoïcien, rappelle que le Destin (dans son acceptation rationnelle propre au stoïcisme) auquel sont soumis les hommes en fait des êtres raisonnables, la cité universelle dont ils sont membres s'impose à eux, les unit et les pousse à s'aimer les uns les autres par inclination naturelle.

## Définitions et exemples
Le cosmopolitisme est le mélange de plusieurs identités et le sentiment d'être un citoyen du monde au-delà des nations, sans être rivé à l'une d'elles.
Il ne faut pas le confondre avec le métissage, qui est un mélange de plusieurs cultures. Le cosmopolitisme est également à distinguer du multiculturalisme et de l'interculturel.
Le cosmopolitisme peut n'être qu'un sentiment, mais peut aussi être un modèle ou une recherche de modèle politique. Les penseurs du cosmopolitisme (Ulrich Beck, David Held, etc.) cherchent à proposer et à conceptualiser une politique mondiale au niveau institutionnel (David Held) ou multidimensionnel (Beck). Georg Simmel et Ulrich Beck ont prôné la rupture avec le nationalisme méthodologique en vue de fonder une nouvelle sociologie cosmopolitique.
Selon Georges Corm, l'Empire ottoman aurait été un espace cosmopolite où coexistaient différentes cultures. D'un point de vue philosophique, le cosmopolitisme s'apparente à la notion d'universalité de l'homme évoquée par le principe des droits de l'homme eux-mêmes : « Le cosmopolitisme, qui implique qu’on appartienne profondément à une seule culture et que, par un patient travail, on amène cette culture au point d’universalité où elle peut rencontrer les autres, est le contraire exact du multiculturalisme qui consiste dans une simple juxtaposition de réalités hétérogènes. Si on lisait bien Hofmannsthal, on y trouverait bien une Europe cosmopolite et non pas multiculturelle », Jean-Yves Masson, Hugo von Hofmannsthal, du renoncement à la métamorphose, Revue des Deux Mondes, janvier 2007, p. 48-49.

## Écrivains cosmopolites
- Sénèque
- Cicéron
- Epictète
- Voltaire
- Marc Aurèle
- Daniele Archibugi
- Paul Morand
- Stefan Zweig (Le Monde d'hier)
- Emmanuel Kant (Idée d'une histoire universelle d'un point de vue cosmopolitique)
- Novalis
- Thich Nhat Hanh
- Anthony Appiah
- Paul Gilroy, Judith Butler, Tom Hurndall, Rachel Corrie, Jacque Fresco
- Ulrich Beck
- Zénon de Kition
- Chrysippe
- Panétius de Rhodes
- Hécaton de Rhodes

## Cosmopolitique
« Cosmopolitique » est un concept de philosophie politique désignant un idéal d'unification mondiale des institutions économiques, politiques, linguistiques, juridiques et religieuses. Différents penseurs du cosmopolitisme proposent des politiques cosmopolitiques différentes : certains axent ou adoptent une vision unificatrice et universaliste alors que d'autres auteurs mettent en avant la multiplicité et multidimensionnalité que pourrait recouvrir un tel espace et système politique (Cf. Beck et la notion de « transnationale »).
Il apparaît comme adjectif en français lors de la publication en 1784 d’Idée d'une histoire universelle d'un point de vue cosmopolitique d'Emmanuel Kant. Il devient substantif pour remplacer le mot « cosmopolisme », devenu souvent péjoratif et pour reprendre le sens de doctrine politique qu'il possédait lors de sa proposition par Guillaume Postel en 1560.
Actuellement, la « cosmopolitique » désigne soit un horizon juridique du droit international, soit une attente d'émancipation culturelle et sociale, soit le concept central d'une philosophie de l'histoire universelle, soit la supériorité du point de vue planificateur le plus extérieur aux contingences locales de l'humanité, soit encore celui d'une immanence des lois économiques comme facteur d'unification et de pacification des nations.

## Connotation antisémite
Le terme « cosmopolitisme » a également été utilisé sous Staline à la fin des années 1940 et au début des années 1950 via l'appellation « cosmopolite sans racine » pour défendre des arguments antisémites.

## Place des animaux dans la communauté globale
Porphyre de Tyr dans son Traité de l'abstinence, écrit que tous les hommes mais aussi tous les animaux sont de la même nature parce que les principes de leurs corps sont les mêmes. Selon ce traité, ils sont de la même nature à plus forte raison parce que l'âme qui est en eux n'est pas différente (sous le rapport des appétits, des mouvements de colère, des raisonnements aussi et des sensations par-dessus tout). Mais, comme pour le corps, certains animaux ont de même l'âme parfaite tandis que pour d'autres elle l'est moins, pour tous cependant les principes sont par nature les mêmes, ce que montre la parenté également.
Selon le philosophe Théophraste, bien qu'une oïkéiosis nous unisse aux autres hommes, nous sommes d'avis qu'il faut détruire et punir tous ceux qui sont malfaisants et qu'une sorte d'impulsion de leur nature particulière et de leur méchanceté semble entraîner à nuire à ceux qu'ils rencontrent, et que pareillement on a peut-être le droit de supprimer, parmi les animaux privés de raison, ceux qui sont par nature injustes et malfaisants, et que leur nature pousse à nuire à ceux qui les approchent. Théophraste a également écrit parmi les autres animaux, certains ne commettent pas d'injustices, il en est que leur nature ne les pousse pas à nuire, et ceux-là il juge injuste de les détruire et de les tuer, tout comme il est injuste de le faire aux hommes qui sont comme eux. Cela semble révéler qu'il n'y a pas qu'une forme de droit entre nous et les autres animaux, puisque parmi ces derniers les uns sont nuisibles et malfaisants par nature, et les autres non - tout comme parmi les hommes.
« Avant que les Stoïciens n'imposent leur idéologie humaniste, leur cosmopolitisme tronqué, Théophraste énonce, contre ceux qui veulent voir une incompatibilité de principe, deux constats connexes qui construisent une seule loi d'universalité : d'une part, la « philanthrôpia » s'étend à tout le genre humain, laissant derrière soi comme non philosophique et non pieuse la distinction qui fait des seuls Grecs des hommes, et transforme les Barbares en quasi-animaux privés du vrai langage qu'est la langue grecque ; d'autre part, la philanthrôpia ne laisse pas les animaux hors du champ de sa tendre bienveillance et les rassemble, au contraire au bercail de l'humanitas. On peut dire que, chez Théophraste, l'antiracisme et l'antispécisme ne font qu'un ».